# Вишкент (река)
Вишкент (тадж. Вешканд) — река протекающая по территории Айнинского района Согдийской области Таджикистана. Правый приток реки Зеравшан впадающий в него в 657 км от устья. Берёт начало на южных склонах Туркестанского хребта в 1 км на востоко-юго-востоке от горы Гуралаш. В устьевой части пересекает одноимённый посёлок.
Длина — 13 км. Площадь водосбора — 38,8 км². Количество рек протяжённостью менее 10 км расположенных в бассейне Вишкент — 2, их общая длина составляет 4 км.